# Diócesis de Bonfim
La diócesis de Bonfim (en latín: Dioecesis Bonfimen(sis) y en portugués: Diocese de Bonfim) es una circunscripción eclesiástica latina de la Iglesia católica en Brasil, sufragánea de la arquidiócesis de Feira de Santana. La diócesis tiene al obispo Hernaldo Pinto Farias, S.S.S. como su ordinario desde el 17 de julio de 2019. 

## Territorio y organización

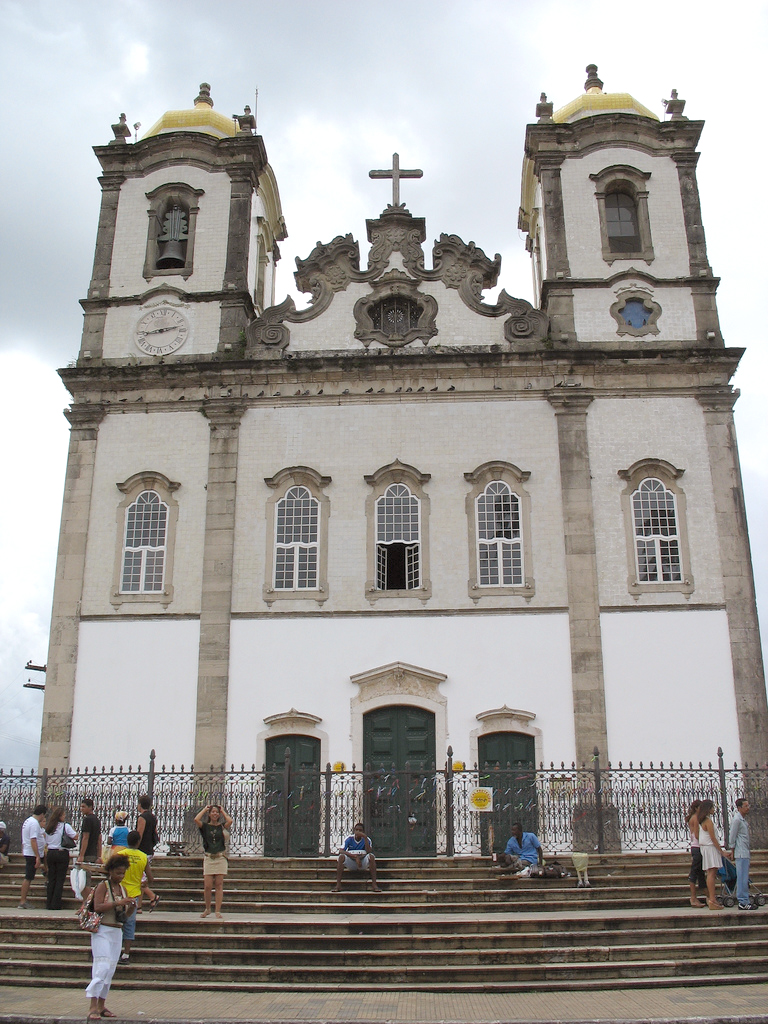
Iglesia de Nuestro Señor de Bonfim

La diócesis tiene 33 747 km² y extiende su jurisdicción sobre los fieles católicos de rito latino residentes en 25 municipios del estado de Bahía: Senhor do Bonfim, Andorinha, Antônio Gonçalves, Caém, Caldeirão Grande, Campo Formoso, Cansanção, Capim Grosso, Filadélfia, Itiúba, Jacobina, Jaguarari, Mirangaba, Monte Santo, Nordestina, Ourolândia, Pindobaçu, Ponto Novo, Queimadas, Quixabeira, São José do Jacuípe, Saúde, Serrolândia, Umburanas y Várzea Nova.
La sede de la diócesis se encuentra en la ciudad de Senhor do Bonfim, en donde se halla la Catedral de Nuestro Señor de la Buena Muerte.
En 2018 en la diócesis existían 25 parroquias.

## Historia
La diócesis fue erigida el 6 de abril de 1933 con la bula Ad aptius christifidelium del papa Pío XI, obteniendo el territorio de la arquidiócesis de San Salvador de Bahía, de la que originalmente era sufragánea.
El 14 de noviembre de 1959 cedió parte de su territorio para la erección de la diócesis de Ruy Barbosa mediante la bula Mater Ecclesia del papa Juan XXIII.
El 22 de julio de 1962 cedió parte de su territorio para la erección de la diócesis de Juazeiro mediante la bula Christi Ecclesia del papa Juan XXIII.
El 14 de septiembre de 1971 cedió otra parte de su territorio para la erección de la diócesis de Paulo Afonso mediante la bula Pastorale munus del papa Pablo VI.
El 16 de enero de 2002 pasó a formar parte de la provincia eclesiástica de la arquidiócesis de Feira de Santana.

## Estadísticas
De acuerdo al Anuario Pontificio 2019 la diócesis tenía a fines de 2018 un total de 509 817 fieles bautizados.
| Año                                                                             | Población            | Población | Población      | Sacerdotes | Sacerdotes    | Sacerdotes    | Bautizados por sacerdote | Diáconos permanentes | Religiosos | Religiosos | Parroquias |
| Año                                                                             | Bautizados católicos | Total     | % de católicos | Total      | Clero secular | Clero regular | Bautizados por sacerdote | Diáconos permanentes | Varones    | Mujeres    | Parroquias |
| ------------------------------------------------------------------------------- | -------------------- | --------- | -------------- | ---------- | ------------- | ------------- | ------------------------ | -------------------- | ---------- | ---------- | ---------- |
| 1950                                                                            | 295 000              | 325 000   | 90.8           | 20         | 14            | 6             | 14 750                   |                      | 18         | 18         | 23         |
| 1959                                                                            | 440 000              | 450 000   | 97.8           | 26         | 20            | 6             | 16 923                   |                      | 13         | 21         | 24         |
| 1966                                                                            | 590 000              | 599 316   | 98.4           | 25         | 18            | 7             | 23 600                   |                      | 17         | 42         | 19         |
| 1968                                                                            | 680 000              | 700 000   | 97.1           | 23         | 15            | 8             | 29 565                   |                      | 18         | 70         | 16         |
| 1976                                                                            | 400 300              | 425 518   | 94.1           | 16         | 10            | 6             | 25 018                   |                      | 8          | 55         | 10         |
| 1980                                                                            | 495 001              | 526 037   | 94.1           | 19         | 10            | 9             | 26 052                   |                      | 10         | 66         | 11         |
| 1990                                                                            | 576 000              | 611 158   | 94.2           | 15         | 1             | 14            | 38 400                   | 1                    | 14         | 83         | 14         |
| 1999                                                                            | 665 200              | 705 500   | 94.3           | 20         | 5             | 15            | 33 260                   | 2                    | 24         | 60         | 16         |
| 2000                                                                            | 650 000              | 700 000   | 92.9           | 26         | 8             | 18            | 25 000                   | 2                    | 20         | 97         | 16         |
| 2001                                                                            | 605 000              | 620 000   | 97.6           | 28         | 13            | 15            | 21 607                   | 2                    | 24         | 83         | 20         |
| 2002                                                                            | 607 000              | 624 000   | 97.3           | 19         | 5             | 14            | 31 947                   |                      | 17         | 61         | 23         |
| 2003                                                                            | 607 000              | 624 000   | 97.3           | 22         | 8             | 14            | 27 590                   | 2                    | 17         | 67         | 23         |
| 2004                                                                            | 561 941              | 625 148   | 89.9           | 31         | 14            | 17            | 18 127                   | 1                    | 20         | 72         | 23         |
| 2006                                                                            | 557 674              | 616 819   | 90.4           | 25         | 9             | 16            | 22 306                   | 2                    | 25         | 80         | 24         |
| 2012                                                                            | 596 000              | 659 000   | 90.4           | 38         | 21            | 17            | 15 684                   |                      | 21         | 75         | 24         |
| 2015                                                                            | 519 823              | 648 000   | 80.2           | 34         | 16            | 18            | 15 288                   |                      | 21         | 48         | 25         |
| 2018                                                                            | 509 817              | 714 284   | 71.4           | 39         | 26            | 13            | 13 072                   |                      | 14         | 41         | 25         |
| Fuente: Catholic-Hierarchy, que a su vez toma los datos del Anuario Pontificio. |                      |           |                |            |               |               |                          |                      |            |            |            |

## Episcopologio
- Hugo Bressane de Araújo † (19 de diciembre de 1935-19 de septiembre de 1940 nombrado obispo de Guaxupé)
- Henrique Golland Trindade, O.F.M. † (29 de marzo de 1941-15 de mayo de 1948 nombrado obispo de Botucatu)
- José Alves de Sà Trindade † (4 de septiembre de 1948-27 de mayo de 1956 nombrado obispo de Montes Claros)
- Antônio de Mendonça Monteiro † (7 de marzo de 1957-23 de diciembre de 1972 falleció)
- Jairo Rui Matos da Silva † (11 de enero de 1974-26 de julio de 2006 retirado)
- Francisco Canindé Palhano (26 de julio de 2006-3 de enero de 2018 nombrado obispo de Petrolina)
- Hernaldo Pinto Farias, S.S.S., desde el 17 de julio de 2019